# هومبيرتو هونوريو
هومبيرتو هونوريو (بالإيطالية: Humberto Honorio)‏ هو لاعب كرة قدم برازيلي وإيطالي، ولد في 21 يوليو 1983 في ساو باولو في البرازيل. شارك مع منتخب إيطاليا لكرة القدم داخل الصالات. أما مع النوادي، فقد لعب مع Luparense FC (futsal) ‏.

## وصلات خارجية
- هومبيرتو هونوريو على موقع الاتحاد الأوربي (الإنجليزية)